# Stanisław Starzyński

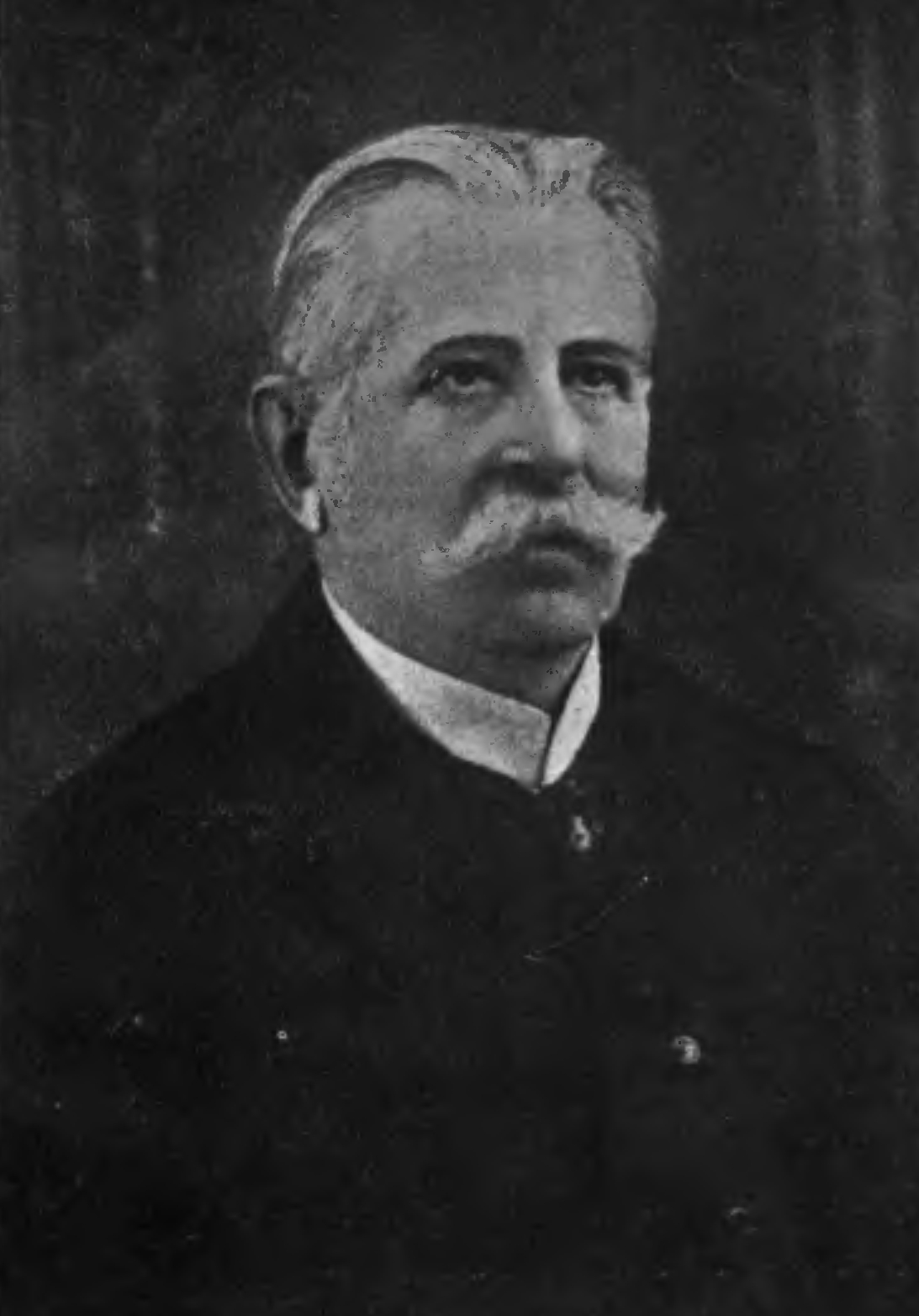
Stanisław Starzyński

Stanisław Starzyński (* 18. April 1853 in Snowicz, Königreich Galizien und Lodomerien, Kaisertum Österreich; † 17. November 1935 in Lwów, Polen) war ein polnischer Politiker, Jurist und Universitätsprofessor. Starzyński war von 1885 bis 1888 sowie von 1901 bis 1911 Mitglied des Abgeordnetenhauses des österreichischen Reichsrats, von 1917 bis zur Auflösung 1918 Mitglied des Herrenhauses des Reichsrats und von 1907 bis 1914 Abgeordneter des Landtags von Galizien und Lodomerien.

## Ausbildung und Beruf
Stanisław Starzyński wurde am 18. April 1853 in dem Dorf Snowicz (heute Snowytschi) im österreichischen Kronland Galizien in einer kleinadeligen Familie geboren. Er absolvierte das Franz-Josef-Gymnasium in Lemberg und studierte dort anschließend ab 1872 auch Rechtswissenschaften an der Universität Lemberg. Er war kurzzeitig als Praktikant im Staatsdienst tätig, ehe er sich nach einem Studienjahr in Wien im Jahr 1883 an der Universität Lemberg habilitierte. 1889 wurde er dort in der Folge zunächst außerordentlicher, ab 1892 ordentlicher Universitätsprofessor für allgemeines und österreichisches Staatsrecht. Von 1913 bis 1914 war er zudem Rektor der Universität Lemberg.

## Politische Karriere
Ab den frühen 1880er-Jahren betätigte sich Starzyński auch politisch. Zunächst tat er dies als Mitglied von verschiedenen Wirtschaftsverbänden, ab 1884 als Mitglied des Bezirksrats in Lemberg. Bei der Reichsratswahl 1885 wurde er erstmals ins Abgeordnetenhaus des österreichischen Reichsrats gewählt, wo er den ostgalizischen Konservativen (Podolaken) nahestand. 1888 schied er nach einem Mandatsverzicht zunächst wieder aus dem Reichsrat aus. Bei der Reichsratswahl 1901 wurde Stanisław Starzyński aber erneut ins Abgeordnetenhaus gewählt und schloss sich dort der größten Fraktion, dem Polenklub, an. Eine wichtige Rolle spielte er in der Folge im Jahr 1906 bei den Verhandlungen über ein allgemeines und freies (Männer-)Wahlrecht, das die Mehrheit des Polenklubs zunächst ablehnte. Starzyński erreichte als Konzession an die Abgeordneten des Polenklubs für eine Zustimmung zur Wahlrechtsänderung eine Stärkung der Landtagskompetenzen, die noch heute Bestandteil des österreichischen Verfassungsrechts und unter dem Namen „Lex Starzynski“ bekannt ist. Von 1907 bis 1911 fungierte schließlich Stanisław Starzyński als einer der Vizepräsidenten des Abgeordnetenhauses.
Ein Konflikt mit einem anderen aus Galizien stammenden polnischen Abgeordneten läutete schließlich das Ende von Starzyńskis politischer Karriere im Abgeordnetenhaus ein. Im Diskurs mit Michał Bobrzyński, der 1908 zum k.k. Statthalter in Galizien ernannt wurde, hinsichtlich der galizischen Politik gegenüber den Ukrainern konnte er sich als Hardliner nicht durchsetzen. Letztlich wurde seine Wiederwahl ins Abgeordnetenhaus deshalb 1911 verhindert. Danach war er hauptsächlich noch im Galizischen Landtag, wo er von 1907 bis 1914 Abgeordneter war, tätig und betätigte sich dort vor allem als Gegner der ukrainischen Wünsche nach einer eigenen Universität. Im Jahr 1914 legte er das Landtagsmandat aus Protest gegen die „galizischer Ausgleich“ genannte Landtags-Wahlreform zurück. 
Im Juli 1917, kurz vor dessen Abschaffung im Zuge der Gründung der Republik im Jahr 1918, wurde Stanisław Starzyński schließlich noch zum Mitglied des Herrenhauses im österreichischen Reichsrat ernannt. In den Anfangsjahren der Zweiten Polnischen Republik betätigte sich Starzyński zwar noch im national-konservativen Parteienspektrum, konnte jedoch an seinen vorherigen politischen Einfluss nicht mehr anknüpfen.